# 아마존 킨들
킨들(Kindle)은 아마존닷컴이 2007년 11월 19일에 공개한 전자책(e-book) 서비스와 서비스를 사용하기 위한 기기 또는 어플리케이션(또는 앱)을 뜻하는 말이다. 전자 종이 디스플레이를 사용하며, 독자적인 킨들(AZW) 포맷을 사용한다. 콘텐츠는 스프린트의 EVDO 네트워크를 이용해 아마존의 위스퍼넷에서 다운로드할 수 있다. 위스퍼넷에 접속하는 비용은 없다. 가격은 359 달러이다. 첫 판매 개시 후 5시간 30분만에 매진 될 만큼 높은 관심을 모으고 있다.
2009년 3월 3일, 아마존닷컴에서는 아이폰과 아이팟 터치에서 사용할 수 있는 ‘킨들’ 애플리케이션을 공개했다. 이 애플리케이션을 설치하면 아이폰과 아이팟 터치에서도 킨들 콘텐츠를 읽을 수 있고, "위스퍼싱크"로 명명된 기술을 사용하면 킨들 하드웨어와 다른 모바일 기기간의 정보를 동기화할 수 있다.

## 제품 사양
킨들은 6인치 (15 cm), 600x800 픽셀(167 ppi) 해상도를 지원하는 4단계의 그레이스케일 전기영동 디스플레이를 장착하고 있으며, 크기는 19.1 cm × 13.5 cm × 1.8 cm, 무게는 292g 정도이다. 내장된 저장 용량은 최대 256MB이며, 추가로 SD 카드를 통해서 확장할 수 있다. 배터리는 무선 접속된 상태에서 이틀, 미접속 상태에서 일주일 이상 사용가능하며, 충전에 두 시간이 걸린다. 컴퓨터는 필요하지 않으나, 만일의 경우에 컴퓨터와 연결할 수 있도록 USB 2.0(mini-B 커넥터) 포트가 지원된다. 컴퓨터에 연결했을 경우 킨들을 USB 플래시 드라이브로 사용할 수 있다. 킨들은 1년 무상보증을 제공하며, 소프트웨어는 리눅스 2.6.10 커널을 수정한 판이다.

## 콘텐츠
아마존 킨들의 내장 메모리는 200개의 일러스트가 없는 출판물을 담을 수 있다. 사용자는 아마존에서 킨들 포맷(AZW)의 콘텐츠를 다운로드하거나, 아니면 보호되지 않은 모비포켓(PRC, MOBI) 또는 텍스트 파일을 불러올 수 있다. 아마존은 또한 HTML, DOC(마이크로소프트 워드), JPEG, GIF, PNG 그리고 BMP 문서들을 AZW로 변환시켜 주는 이메일 기반의 서비스를 제공한다. 이 밖에도 MP3 파일 그리고 오디블 2, 3 그리고 4개의 오디오북의 오디오 파일을 지원하는데, 이 파일들은 USB나 SD 카드를 통해 킨들로 전송해야 한다.
사용자는 킨들 스토어를 통해서도 콘텐츠를 다운로드할 수 있다. 신간과 뉴욕 타임즈 베스트셀러 목록에 나열된 책들은 대략 $10 정도, 고전은 $1.99에 판매되는 것을 비롯해, 각 책의 첫 챕터는 무료 샘플로 제공된다. 신문을 구독하려는 사용자를 위해 매달 $5.99 그리고 $14.99 사이에 구독료를 받을 예정이며, 잡지는 매달 $1.25 그리고 $3.49 사이, 그리고 블로그는 매달 $0.99를 받을 예정이다.
문서의 경우 개당 $0.10를 주고 이메일을 통해 킨들로 보낼 수 있다. 다만 아마존 계정을 만들 경우 무료로 할 수 있다. 그런 다음 USB나 SD 카드를 통해 문서를 전송하면 된다. 위키백과에 접속하기 위한 추가 비용은 받지 않는다.
킨들은 전자 사용설명서와 함께 뉴 옥스퍼드 아메리칸 딕셔너리가 같이 포함된다.
시범적인 웹 브라우징 기능도 포함되어 있다.

## 같이 보기
- 반스 & 노블 눅
- 소니 리더
- 킨들 다이렉트 퍼블리싱